# Foreste miste del sud di Sakhalin e delle Curili
Le foreste miste del sud di Sakhalin e delle Curili sono un'ecoregione dell'ecozona paleartica, definita dal WWF (codice ecoregione: PA0438), limitata ad alcune isole della Russia orientale. Forma, insieme alle Foreste miste e di latifoglie dell'Ussuri, la regione denominata Foreste temperate della Russia orientale, inclusa nella lista Global 200.

## Territorio
Situata nell'Estremo Oriente della Russia, questa ecoregione comprende le foreste di latifoglie che crescono nell'estremità sud-occidentale di Sakhalin e su tre isole delle Curili, Kunashir, Iturup e Shikotan. Nel sud, possono cadere fino a 1000 mm di pioggia all'anno, e sono frequenti le nebbie in estate e le tempeste di neve in inverno. Agosto è il mese con più giornate di sole, ma questa stagione «estiva» è anche caratterizzata da tifoni e uragani.

## Flora
Aceri gialli (Acer pictum), frassini della Manciuria (Fraxinus mandschurica), querce (Quercus spp.) e olmi (Ulmus spp.) crescono qui assieme a frutti di bosco, piante officinali e felci del genere Pteridium. Il bambù cresce in fitti boschetti. Le piogge torrenziali estive consentono ad erba, felci e ad altre piante erbacee di crescere fino ad altezze inusuali.

## Fauna
La varietà delle specie di uccelli di questa ecoregione è maggiore di quella delle ecoregioni circostanti, e alcune specie si sono evolute fino a divenire endemiche delle isole su cui vivono. Tra le specie rare di uccelli vi sono l'aquila di mare (Haliaeetus albicilla), l'aquila pescatrice di Steller (Haliaeetus pelagicus), la pantana di Nordmann (Tringa guttifer) e il gufo pescatore di Blakiston (Bubo blakistoni). Tra i mammiferi terrestri, orsi bruni (Ursus arctos), zibellini (Martes zibellina), lontre (Lutra lutra), moschi siberiani (Moschus moschiferus) e volpi (Vulpes vulpes) vivono nelle foreste. Balene, delfini, leoni marini, trichechi e una grande varietà di foche si alimentano al largo delle coste di Sakhalin e delle isole Curili.

## Conservazione

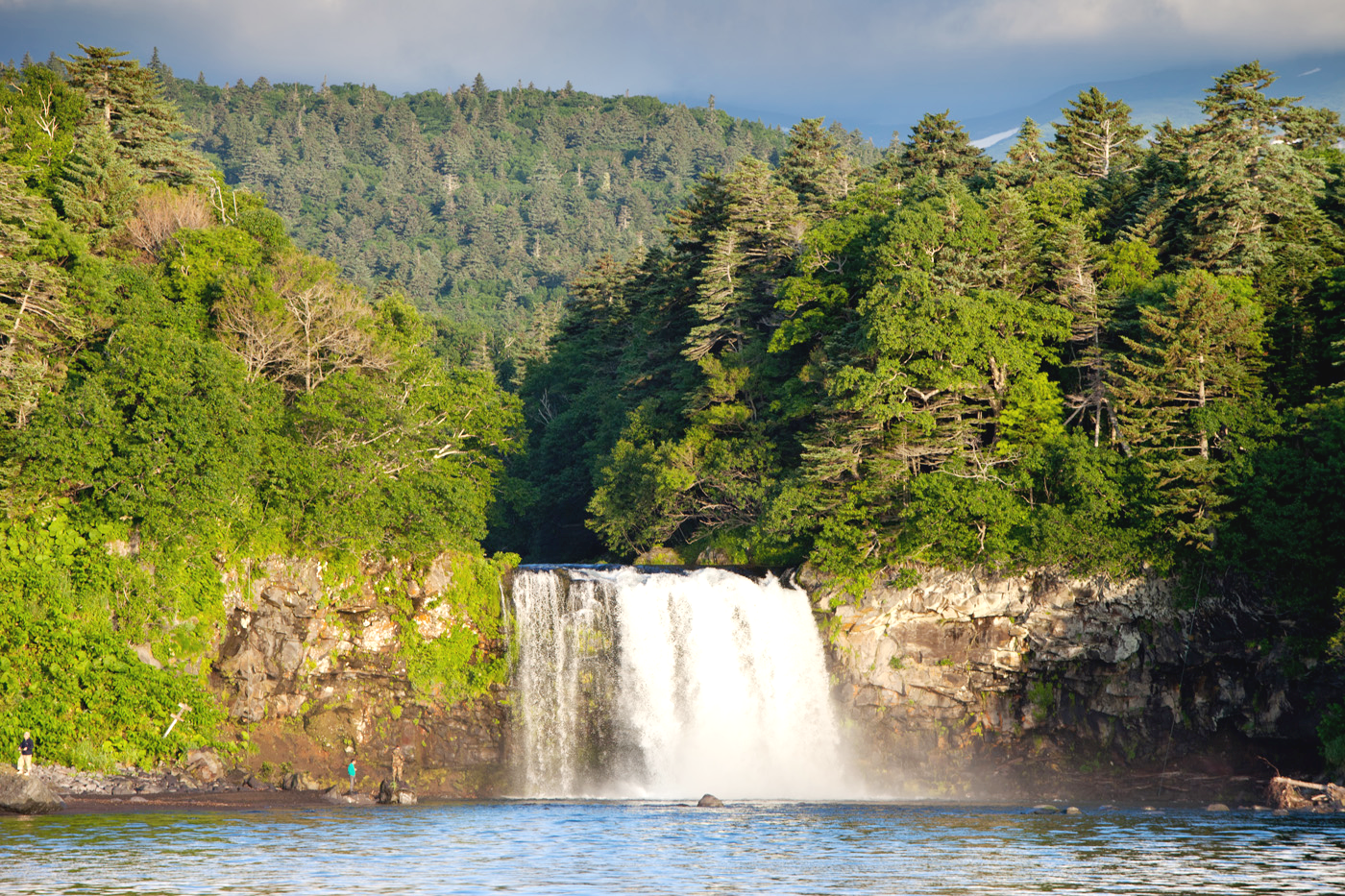
La cascata Ptichi, situata sull'isola di Kunašir

Queste isole remote ospitano ancora tratti di natura incontaminata, e l'azione umana ha attualmente poco impatto sulla regione.